# Шип (Пале)
Шип је насељено мјесто у општини Пале, Република Српска, БиХ. Према попису становништва из 1991. у насељу је живјело 16 становника.

## Становништво
| Националност       | 1991. | 1981. | 1971. | 1961. |
| Срби               | 16    | 17    | 50    | 77    |
| Муслимани          |       |       | 1     |       |
| остали и непознато |       |       |       |       |
| Укупно             | 16    | 17    | 51    | 77    |

| Демографија | Демографија | Демографија |
| Година      | Становника  | Становника  |
| ----------- | ----------- | ----------- |
| 1961.       | 77          |             |
| 1971.       | 51          |             |
| 1981.       | 17          |             |
| 1991.       | 16          |             |